# Neale Donald Walsch
Neale Donald Walsch (Milwaukee, 10 de setembro de 1943) é um escritor norte-americano da Nova Era e autor da série de livros Conversando com Deus, dentre outros.

## Biografia
Nascido em Milwaukee, cresceu em uma família católica romana, que o incentivou em sua busca da verdade espiritual.
A mãe foi sua primeira mentora. Foi ela quem o ensinou a não ter medo de Deus. Quando era pequeno, a crença da mãe o intrigava, já que ela nunca ia à igreja. Curioso, Walsch perguntou como era possível ter fé sem freqüentar um templo. A resposta iria influenciá-lo profundamente: "Não preciso ir até uma igreja para encontrar com Deus. Ele está dentro de mim e está comigo aonde quer que eu vá."
Curioso desde menino e sempre interessado nas questões de Deus, Walsch começou a estudar religiões ocidentais e orientais aos quinze anos e não parou mais. Ele estudou a Bíblia, o Rig Veda e os Upanishads. Posteriormente, abandonou os estudos universitários e foi trabalhar numa rádio, onde fez carreira como locutor e chegou ao cargo de editor. Criou uma empresa de relações públicas e de marketing. Depois de alguns anos mudou-se para o Oregon, onde foi vítima de um grave acidente de carro que o deixou com o pescoço quebrado e por pouco não tirou sua vida.
Depois de um ano de reabilitação, do fim de seu casamento e de suas perspectivas profissionais, Walsch viu-se desempregado. Sem poder pagar o aluguel do pequeno apartamento em que morava, passou a viver nas ruas, catando latas para sobreviver. Alguns meses mais tarde, acabou arranjando um modesto emprego numa rádio, mas sua vida continuava sem sentido. Numa madrugada de 1992, deprimido, ele escreveu uma carta para Deus, onde perguntava ao Criador o que fazer para a vida dar certo. Segundo Walsh, ouviu uma voz respondendo essa e outras questões, que mais tarde se transformaram na série "Conversando com Deus".

## Obras
Seus livros, segundo ele, são inspirados por Deus e podem ajudar pessoas a se relacionarem com a Divindade numa "perspectiva moderna". O Deus em seus livros, por exemplo, diz que "não há nada que você tem que fazer" para alcançar a salvação. Walsch acredita em um deus panteísta que tenta comunicar-se como os seres humanos. Sua visão é expressa como uma nova espiritualidade: uma expansão e unificação de todos os presentes teologias e religiões, uma reinterpretação de todos os ensinamentos sagrados atuais com a finalidade de comunicar e implementar novas crenças espirituais, especialmente que todos nós somos um com Deus e um com a vida, em um estado global compartilhado de ser.
Seus ensinamentos podem ser classificados como de natureza espiritualista, reencarnacionista e pertencentes à linha de pensamento da Nova Era. Há ainda muitas semelhanças entre a sua filosofia e a Fé Bahá'í, sendo que esta rejeita o panteísmo, uma diferença fundamental.
Colecção Conversas com Deus
1. Conversas com Deus: um diálogo invulgar (Book 1) (1995)
2. Conversas com Deus: An Uncommon Dialogue (Book 2) (1997)
3. Conversas com Deus: An Uncommon Dialogue (Book 3) (1998)
4. Conversas com Deus: Awaken The Species (Book 4) (2016)
5. Friendship with God: An Uncommon Dialogue (1999)
6. Communion With God: An Uncommon Dialogue (2000)
7. Conversations With God for Teens (foreword by Alanis Morissette) (2001)
8. The New Revelations: A Conversation with God (2002)
9. Tomorrow's God: Our Greatest Spiritual Challenge (2004)
10. Home with God: In a Life That Never Ends (2006)

Outros
- Conversations with God – Guidebook, Book 1 (July 1, 1997)
- Meditations from Conversations With God, Book 2: A Personal Journal (December 1, 1997)
- The Little Soul and the Sun: A Children's Parable Adapted from Conversations With God (April 1, 1998)
- Re-Minder Cards: Conversations With God, Book 1 (August 1, 1998)
- Meditations from Conversations With God: Book 1 (September 2, 1999)
- Questions and Answers on Conversations With God (October 1, 1999)
- The Wedding Vows from Conversations With God (with Nancy Fleming-Walsch) (April 1, 2000)
- The Little Soul And The Earth: A Children's Parable Adapted From Conversations With God (August 1, 2005) (with Frank Riccio)
- Meditations from Conversations With God (December 31, 2005)
- Conversations with God for Teens Guidebook (by Jeanne Webster and Emily Welch) (June 20, 2008)
- Conversations with God – Guidebook, Book 1 (by Nancy Ways) (November 10, 2008)
- Conversations with God – Guidebook, Book 2 (by Anne-Marie Barbier) (November 10, 2008)
- Conversations with God – Guidebook, Book 3 (by Alissa Goefron) (December 1, 2008)
- The Conversations with God Companion: The Essential Tool for Individual and Group Study (May 21, 2009)
- The Essential Path: Making the Daring Decision To Be Who You Truly Are (2019)
- God Solution: The Power of Pure Love (2020)